# Megalonychidae
Famille
Genres de rang inférieur
- Choloepus Illiger, 1811

Les mégalonychidés (Megalonychidae) (Paresseux à deux doigts) forment une famille de Xénarthres, créée par Johann Karl Wilhelm Illiger en 1811.
Cette famille, qu'on rattache au groupe des paresseux (sous-ordre des Folivora), ne comprend plus qu'un seul genre vivant et deux espèces.

## Genre actuel
- Choloepus (Illiger, 1811)
  - Choloepus didactylus (Linnaeus, 1758) - Paresseux à deux doigts
  - Choloepus hoffmanni (Peters, 1858) - Unau d'Hoffmann

## Genres éteints
- Analcimorphus
- Diheterocnus
- Hyperleptus
- Megalocninae
- Megalocnus
- Megalonychops
- Megalonychotherium
- Megalonyx
  - Megalonyx jeffersonii - Paresseux terrestre de Jefferson
- Meizonyx
- Mesocnus
- Microcnus
- Miocnus
- Nothropus
- Pliometanastes
- Proplatyarthrus
  - Proplatyarthrus longipes

Les genres éteints Acratocnus et Parocnus, longtemps considérés comme proches des paresseux à deux griffes actuels, constituent en fait, d'après l'analyse de leur ADN mitochondrial, une troisième lignée de paresseux à côté des Megalonychidae et des Bradypodidae.